# یوهانس گئورگ بدنورتس
یوهانس گئورگ بدنورتس (به آلمانی: Johannes Georg Bednorz) (زاده ۱۶ مه ۱۹۵۰) فیزیک‌دان آلمانی است. او در آزمایشگاه تحقیقاتی آی بی ام در زوریخ فعالیت می‌کند. بدنورز در سال ۱۹۸۷ به همراه کارل الکساندر مولر برای کشف ابر رسانایی گرم موفق به دریافت جایزه نوبل فیزیک شد.

## زندگی و کار
بدنورتس در نوردراین-وستفالن آلمان زاده شد.
در سال ۱۹۶۸، او تحصیلات خود را در کانی‌شناسی در دانشگاه مونستر آغاز نمود و دکترای خود در رشته فیزیک حالت جامد از دانشگاه صنعتی زوریخ دریافت کرد او زیر نظر پروفسور کارل الکساندر مولر در آزمایشگاه آی بی ام در زوریخ مشغول به کار شد. در سال ۱۹۸۲ به تحقیقات در حال انجام کارل الکساندر مولر پیوست
و در سال ۱۹۸۷ برای کشف ابر رسانایی گرم به همراه مولر جایزه نوبل فیزیک را دریافت کرد.